# Police de Hong Kong
Pour les articles homonymes, voir HKP.
La police de Hong Kong (香港警務處, HKPF，alias Hong Kong Police, HKP)  est la police civile assurant le maintien de l'ordre public dans la région administrative spéciale de Hong Kong. Elle comprend plus de vingt-huit-mille officiers en tenue ou en civil sur un total de quarante mille personnes.

## Histoire

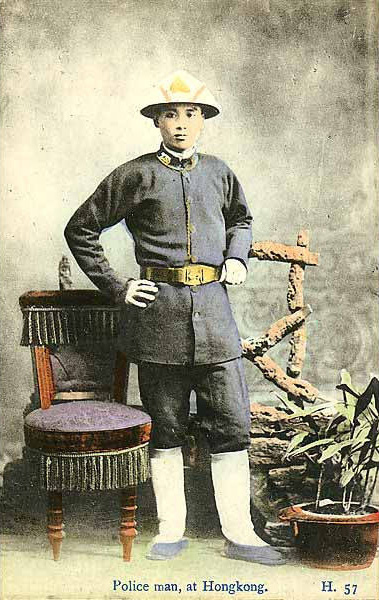
Officier du corps policier, 1902.

La HKPF est née Royal Hong Kong Police en 1844 avec un encadrement et des structures britanniques avant de prendre son appellation actuelle en 1997.

## Structure
La HKPF est divisé en cinq départements :
- Département opérations et support ;
- Département  crime et sécurité ;
- Département personnel et entrainement ;
- Département management services ;
- Département finances, administration et planifications.

## Quelques services spécialisés
Le département crime et sécurité de la police hongkongaise comprend les :
- Police Tactical Unit (synthèse des GIPN et CRS français), comprenant la Special Duties Unit ;
- Airport Security Unit : sécurité de l'aéroport international de Chek Lap Kok ;
- Counter Terrorism Response Unit : lutte antiterroriste ;
- Marine Region : police portuaire et garde-côtes ;
- Police Dog Unit : équipe cynophile ;
- Government Flying Service : section aérienne de transport des VIP ;
- Organised Crime and Triad Bureau (OCTB) : bureau de répression du crime organisé et des triades ;
- Criminal Intelligence Bureau (CIB) : travaillent étroitement avec l'OCTB.

## Zones d'action
La ville de Hong Kong a été découpée en six régions de police :
- Hong Kong Island (Île de Hong Kong) ;
- Kowloon East et Kowloon West (Kowloon) ;
- New Territories North et  New Territories South (Nouveaux Territoires) ;
- Marine Region (port de Hongkong et eaux territoriales).